# Наскович, Зоран
Зоран Наскович (серб. Зоран Насковић, родился 5 июля 1971 года в Косовской-Каменице) — югославский и сербский военный деятель, генерал-майор Вооружённых сил Сербии, действующий командующий Учебным командованием Вооружённых сил Сербии.

## Биография
Родился 5 июля 1971 года в Косовской-Каменице. Окончил в 1994 году Военную академию Сухопутных войск (факультет танково-механизированных частей), в 2006 году — курсы усовершенствования командно-штабного состава, в 2012 году — курсы усовершенствования при Генеральном штабе, в 2021 году — высшие курсы безопасности и обороны.
С 1994 года в рядах Вооружённых сил Союзной Республики Югославия, с 2003 года — Вооружённых сил Сербии и Черногории, с 2006 года — Вооружённых сил Сербии. Проходил службу в составе 243-й механизированной бригады (Урошевац), командовал в её составе танковым взводом, механизированным взводом, механизированной ротой и механизированным батальоном. Командовал механизированным батальоном 78-й моторизованной бригады. Был начальником отдела оперативных вопросов 211-й танковой бригады. Участник боёв на юге Югославии в 2001 году.
После образования Вооружённых сил Сербии занимал должности начальника штаба 3-й бригады, заместителя командира 4-й бригады и помощника командующего Сухопутными войсками Сербии по оперативным вопросам. До апреля 2024 года был командиром 1-й бригады Вооружённых сил Сербии.
4 апреля 2024 года назначен командующим Учебным командованием Вооружённых сил Сербии.

## Награды
Отмечен следующими орденами и медалями:
- Орден «За заслуги в области обороны и безопасности» III степени (2001)[3]
- Орден Заслуги в обороне и безопасности III степени (2017)
- Золотая медаль «За заслуги» (Сербия) (2015)
- Медаль участника боевых действий на территории СРЮ (2015)
- Медаль участника боевых действий на территории СФРЮ (2015)
- Медаль за 20 лет усердной службы (2016)
- Серебряная медаль «За усердную службу»[серб.] (2016)
- Юбилейная медаль Вооружённых сил Сербии[серб.] (2016)
- Офицерская медаль «За выдающиеся достижения на военной службе» (2019)
- Памятная медаль 20-летия защиты Отечества от агрессии НАТО[серб.] (2019)

## Воинские звания
| Подпоручик | Поручик | Капитан | Капитан 1-го класса | Майор | Подполковник | Полковник | Бригадный генерал | Генерал-майор |
| ---------- | ------- | ------- | ------------------- | ----- | ------------ | --------- | ----------------- | ------------- |
|            |         |         |                     |       |              |           |                   |               |
| 1994       | 1997    | 1999    | 2001                | 2005  | 2008         | 2013      | 2019              | 2024          |